# Drosophila aloma
Drosophila aloma este o specie de muște din genul Drosophila, familia Drosophilidae, descrisă de Tsacas în anul 1981. Conform Catalogue of Life specia Drosophila aloma nu are subspecii cunoscute.